# Szabó Lajos (festő)
Szabó Lajos (Léva, 1927. szeptember 22. – Budapest, 1995. július 25.) Munkácsy Mihály-díjas magyar festőművész, legkiválóbb portréfestőink egyike.

## Életútja
A Felvidéken, a Garam kis ága, a Perec-patak mellett, Léván született 1927-ben, munkáscsaládban. Apja kőcsiszológyári vasmunkás volt. Tehetségére először középiskolai rajztanára, Kraumann Erik figyelt fel, és indította el a művészi pályán.
Az átvészelt háború után, 1945-ben érkezett a romos Budapestre. Itt fejezte be középiskolai tanulmányait, közben a Csepeli Vasgyárban dolgozott, hogy magát fenntartsa. A munkásokkal kialakított barátsága életre szólóvá szövődött. A művészi elhivatottsággal együtt elkötelezte magát a szocializmus ügye iránt is. A Képzőművészeti Főiskolára kerülése után egy ideig még a vasgyárban dolgozott.
1946-ban a Népi Kollégiumi Mozgalom pártfogásába vette. Ettől fogva csak a tanulásnak szentelhette az  energiáját, mert a szűkös, de biztos megélhetést szavatolta a NÉKOSZ. A főiskolán Boldizsár Iván, Burghardt Rezső, Kandó László, Pór Bertalan, Kmetty János voltak a mesterei, Szőnyi Istvánnak pedig tanársegédje volt. 1950-ben állami ösztöndíjjal a Krakkói Művészeti Akadémián Trarancewski professzor vendégnövendéke volt.
A Népi Kollégiumi Mozgalom szellemi útmutatást is adott számára. Kezdetben, 1946-ban a József Attila Kollégiumban lakott, majd részt vett a Dési Huber István Képzőművészei Kollégium megszervezésében, melynek éveken át tagja volt. Elkötelezte magát a dolgozó nép művészeti szolgálatára, tudatában volt annak, hogy ezt csak a valóság hű kifejezésével, a realista hagyományok következetes alkalmazásával tudja megvalósítani. Művészeti múltja egységes, töretlen volt. Soha nem tántorították el a divat, a siker és a színjátékra törekvő „izmusok”. Művészi képességének egyik legfőbb értéke kiváló rajztudása volt. Szinte pillanatok alatt odavarázsolta a témát a fehér papírra. Különösen elmondható ez az emberi arcokra. 1952-ben Munkácsy Mihály-díjjal tüntették ki.
Művészeti szabadiskolákban, például Pesterzsébeten, majd Dunaújvárosban a Vasmű Képzőművészeti körében dolgozott 1953–1957 között. A fiatalabb művészgeneráció sorából sokan éreznek iránta hálát, tekintik tanítómesterüknek. A kecskeméti Művésztelepen 1957–1959 között dolgozott. A nagy elődök, Révész Imre, Iványi-Grünwald Béla, Tornyi János, Koszta József nyomdokain haladva a színek és formák nyelvén igyekezett érzékeltetni az alföldi táj szépségeit és az ottani emberek életét. Budapesten a Lehel úton, a Művészházban, 1953-ban kapott műtermet, de gyakran tartózkodott és festette tájképeit a Dunakanyarban, Szentendrétől Visegrádig.
Amerre járt, hazánkban és a nagyvilágban, mindenütt sorra festette lírai hangvételű tájképeit, ragadta meg a természet hangulatát, egy-egy város jellemző részletét. Szívós szorgalmas munkával érte el, hogy művészete tiszta maradt és mentes minden felesleges felhangtól. Ezáltal kifejezi a jó értelemben vett hazaszeretet is.
Művészi hivatásában legtöbb segítséget feleségétől kapta. 1963-ban kötött házasságot dr. Tárnok Lujza gépészmérnökkel, aki tanulmányait Moszkvában végezte és Gödöllőn, az Agrártudományi Egyetemen tanított.

## Munkássága
Már fiatalon megismerkedett a munkásmozgalommal, ebből a témakörből is alkotott néhány festményt. A becsületesen dolgozó, alkotó ember, a szántóföldek traktorosai, kombájnosok, laboratóriumok, hivatalok, gyárak munkásai, dolgozói szerepelnek a vásznain. Számos képet festett a Csepeli Vasműben, Dunaújvárosban, a Vasműben, melynek Gyártörténeti Múzeuma anyagát is harminc festménye gazdagítja. A képeken riportszerűen örökítette meg a munkát a művészet sajátos eszközeivel. Markáns formák, erőteljes színek, emberi örömök, küzdelmek öltenek testet képein.
Munkásságának legértékesebb részét a portréábrázolás jelenti. Közel háromszáz arcképet festett. Mindegyik jellegzetes egyéniséget, életsorsot mutat be, mélyreható lélektani hűséggel. Ez a festői felfogás a 19. századi portréfestészet hagyományait folytatja. Legfőbb erénye a jellemábrázolás magas színvonala. Megkísérli kifürkészni a külső mögött a jellemet, az érzelemvilágot és azt összefoglalóan érzékeltetni. Alakjaiból magabízó öntudat árad.
Számos történelmi személyiség, köztük Lenin, Rudas László, Szamuelyné Szilágyi Jolán grafikus művész, majd jó néhány művészkortársának, barátjának portréját festette meg. Legmeghatóbb lélektani ábrázolása, családtagjairól születtek, különösen az, amely édesanyát idézi fel, ezzel a képpel szinte felülmúlta önmagát. A többalakos kompozíción ábrázolt emberek arca is kiválóan jellemzett portrészerű. A művész a saját benső lényében rejlő, derűs magabízó egyéniségét vitte bele alakjaiba, szinte gyermeki tisztalelkűséggel. A munka ábrázolása mellett, a mindennapi élet sokrétűsége, ezeknek sorában, bájos hegedülő kislány alakja, de még a női test szépségének aktban való ábrázolásai is megtalálhatók festményei között.

## Néhány kiállított képe
- Magyar Nemzeti Galéria (5 kép)
- Magyar Nemzeti Múzeum (3 legnagyobb képe)
- Magyar Mezőgazdasági Múzeum (15 képe)
- Magyar Technikai Múzeum Alapítvány (34 képe) – 2022 óta a Dunakeszi Technikai Kiállítás tárlatában